# ボーデン郡 (テキサス州)
ボーデン郡（ボーデンぐん、英: Borden County）は、アメリカ合衆国テキサス州の西部に位置する郡である。2010年国勢調査での人口は641人であり、2000年の729人から12.1％減少した。郡庁所在地は未編入の町であるゲイル（人口231人）である。ボーデン郡はテキサス州で4番目（テキサス州最も少ないのはラヴィング郡、続いてキング郡、ケネディ郡）、アメリカ合衆国で10番目に人口の少ない郡である。郡名およびゲイルの町名は、事業家、出版者、測量士、かつ加糖練乳の発明者だったゲイル・ボーデン・ジュニアに因んで名付けられた。ボーデン郡は州内に30ある禁酒郡（ドライ）の1つである。

## 歴史

### インディアン

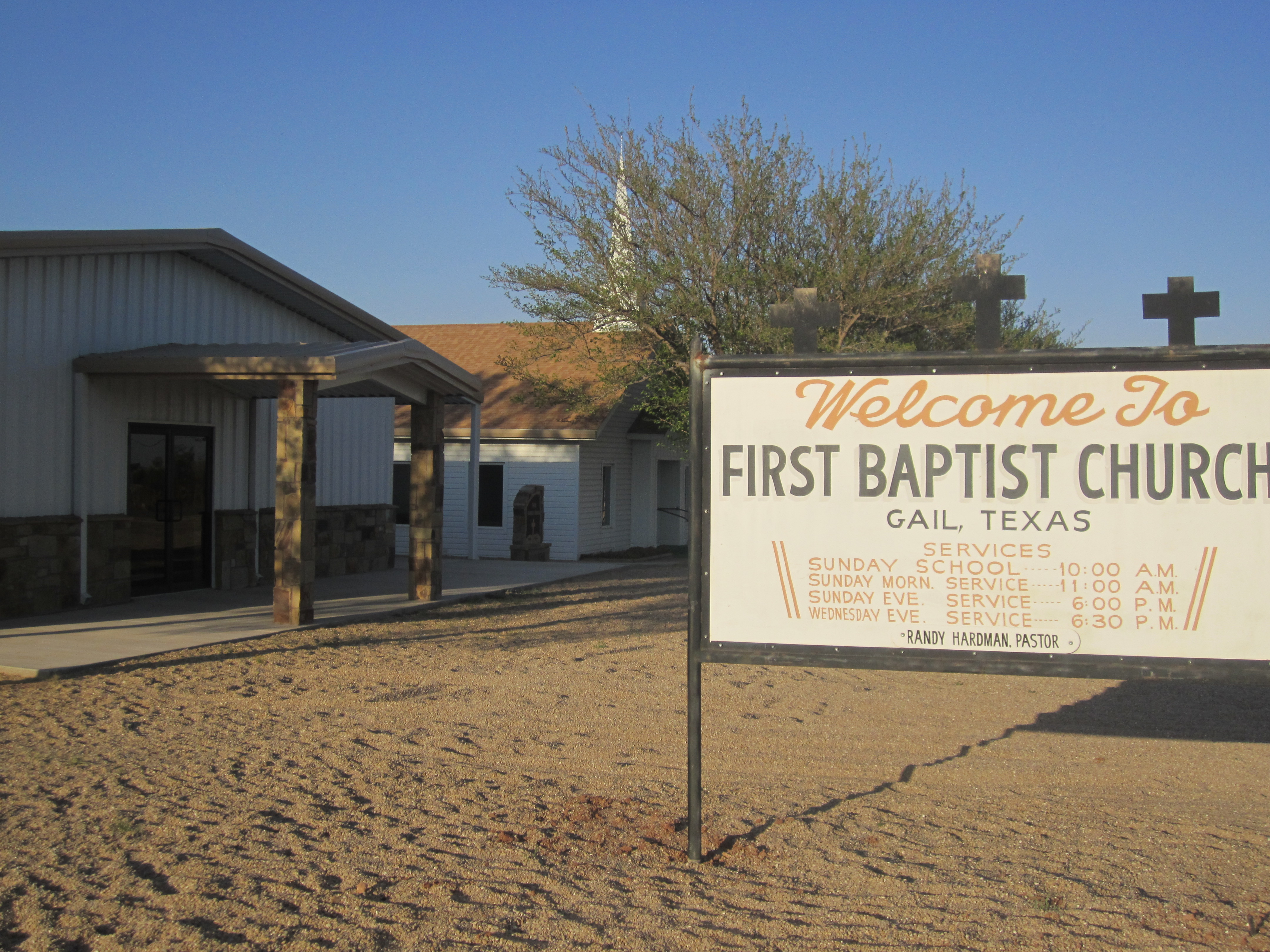
ゲイルにある第一バプテスト教会

ボーデン郡となった領域の最初の住人はショショーニ族およびコマンチ族のペナテカ・バンドだった。

### ボーデン郡の設立
ボーデン郡は1876年にボスキー郡から分離して設立され、郡名は加糖練乳の発明者だったゲイル・ボーデン・ジュニアに因んで名付けられた。ボーデンは出版者かつ「テレグラフ・アンド・テキサス・レジスター」紙の編集者であり、テキサス共和国の政治指導者でもあった。1891年に郡の組織が作られ、ゲイルの町が郡庁所在地に指定された。
郡内に農夫や牧場主が入ってきたが、人口は比較的少ないままだった。1902年、テキサス州が土地を解放し、ランドラッシュが起こった。新しく入ってきた者達は綿花を栽培した。
ボーデン郡には歴代で2つの郡庁舎があり、最初のものは1890年に建設された。現在のものはレンガとセメントで造られており、1939年に完成した。建築家はデイビッド・S・キャッスルだった。
1949年に郡内で石油が発見された。この年から1991年までに累計の石油生産高は340,003,000 バーレル (54,056,200 m3) 以上になった。

## 地理
アメリカ合衆国国勢調査局に拠れば、郡域全面積は906平方マイル (2,346.5 km2)であり、このうち陸地899平方マイル (2,328.4 km2)、水域は7平方マイル (18.1 km2)で水域率は0.80％である。

### 主要高規格道路
- アメリカ国道180号線
- 農場市場直結道路669号線

### 隣接する郡
- ガルザ郡 - 北
- スカリー郡 - 東
- ミッチェル郡 - 南東
- ハワード郡 - 南
- ドーソン郡 - 西
- リン郡 - 北西

## ボーデン郡ギャラリー

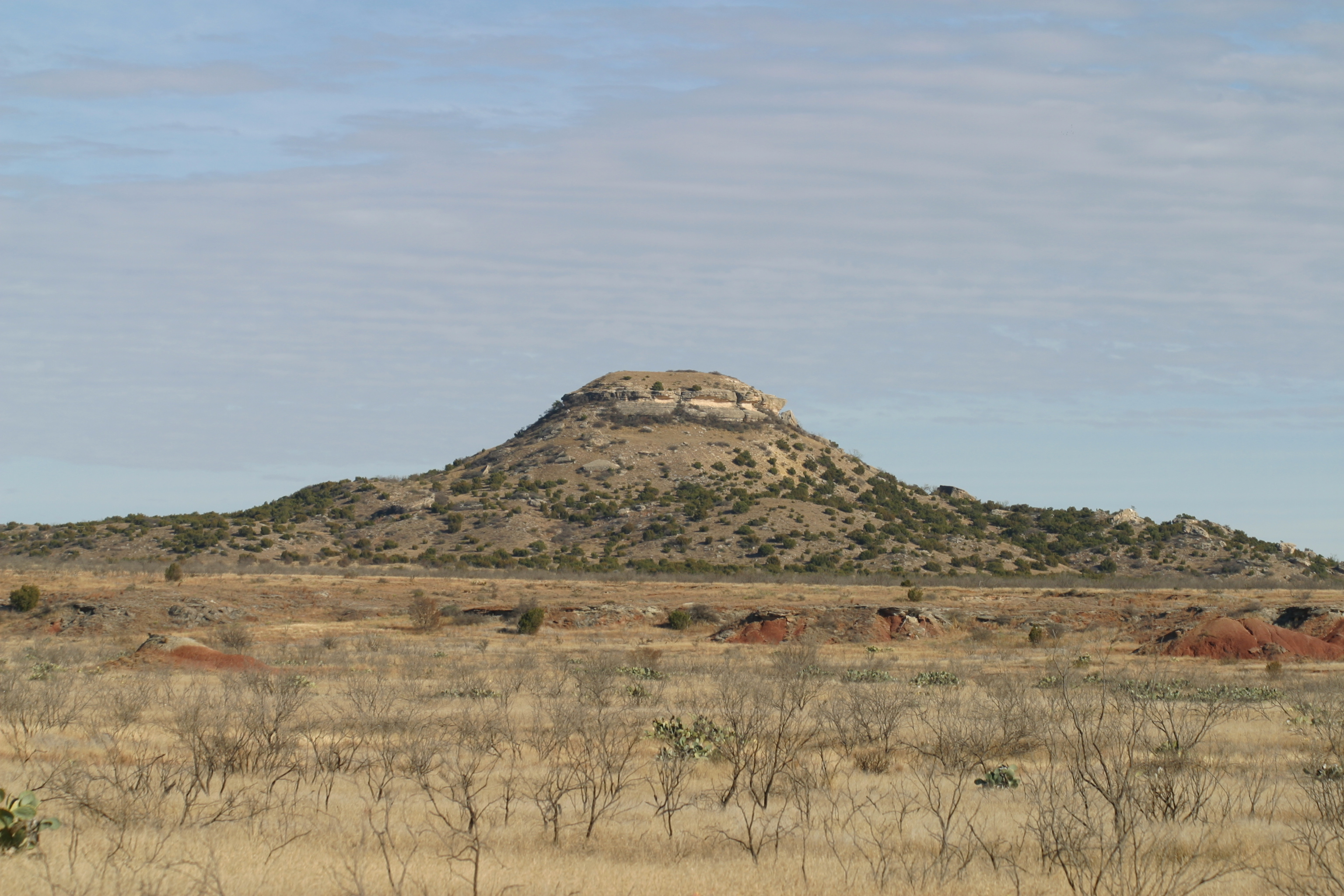
マッシュアウェイ峰、ウィロウバレー道路から望む
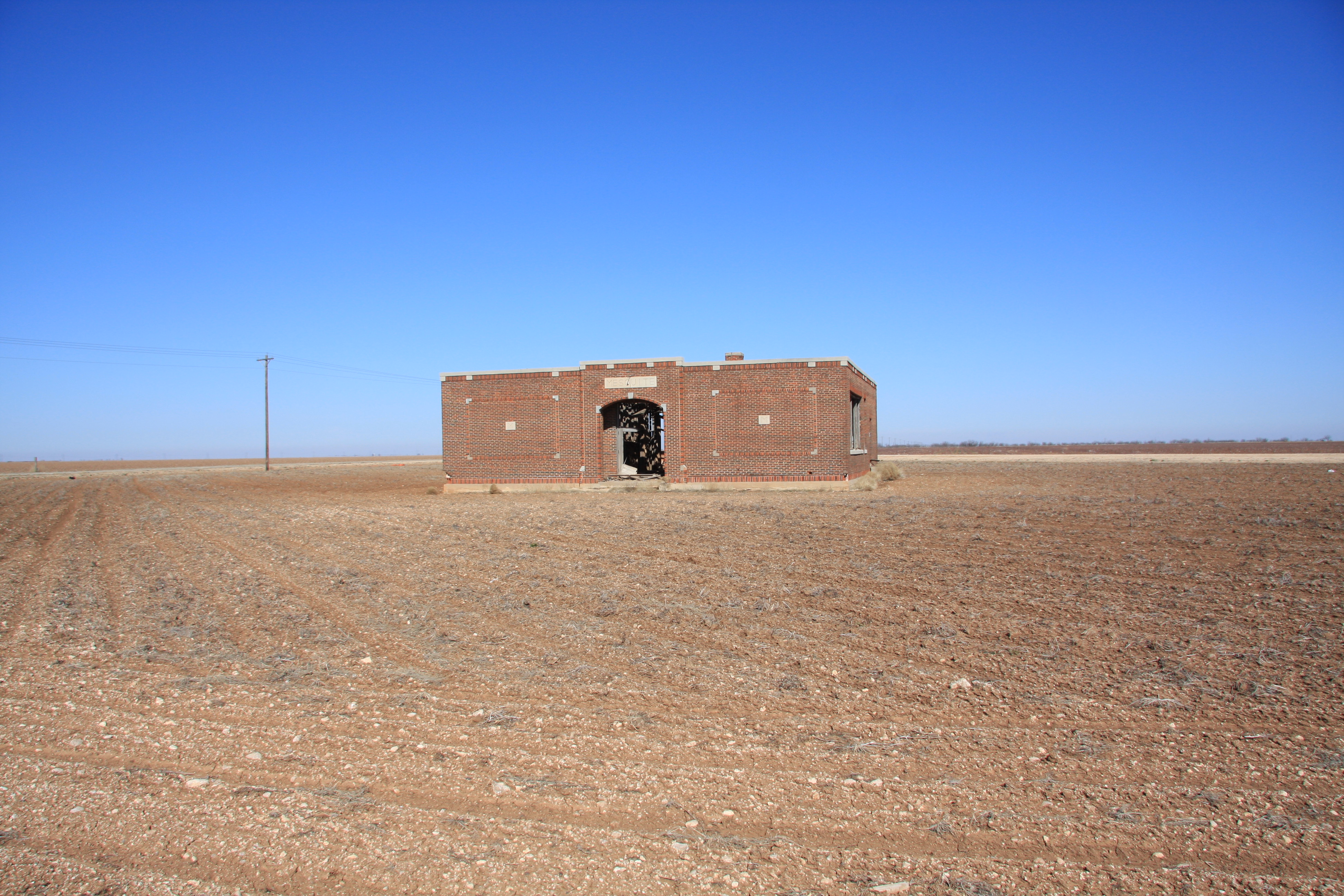
ゴーストタウンになったメスキートの廃校
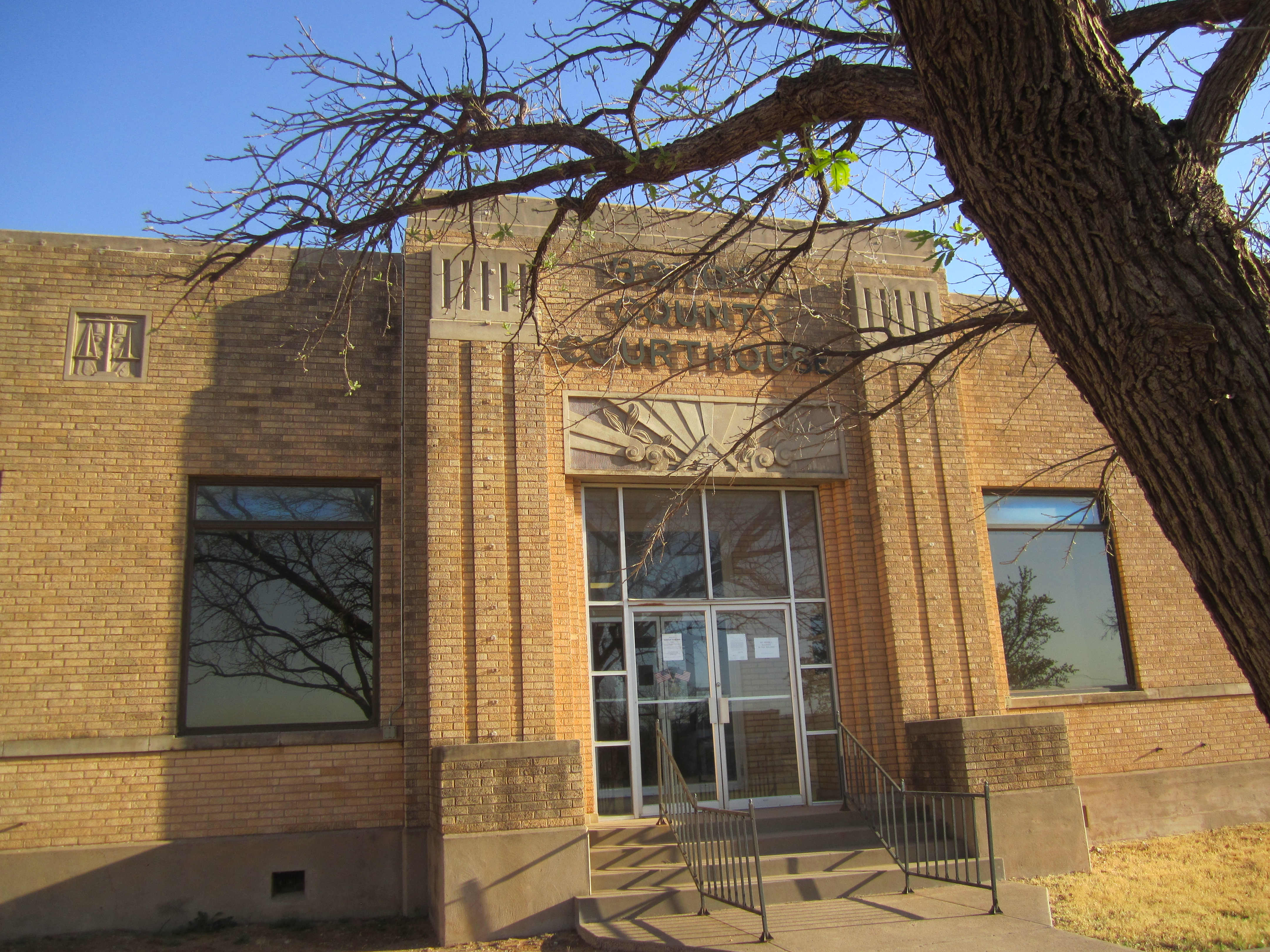
ボーデン郡庁舎の前面
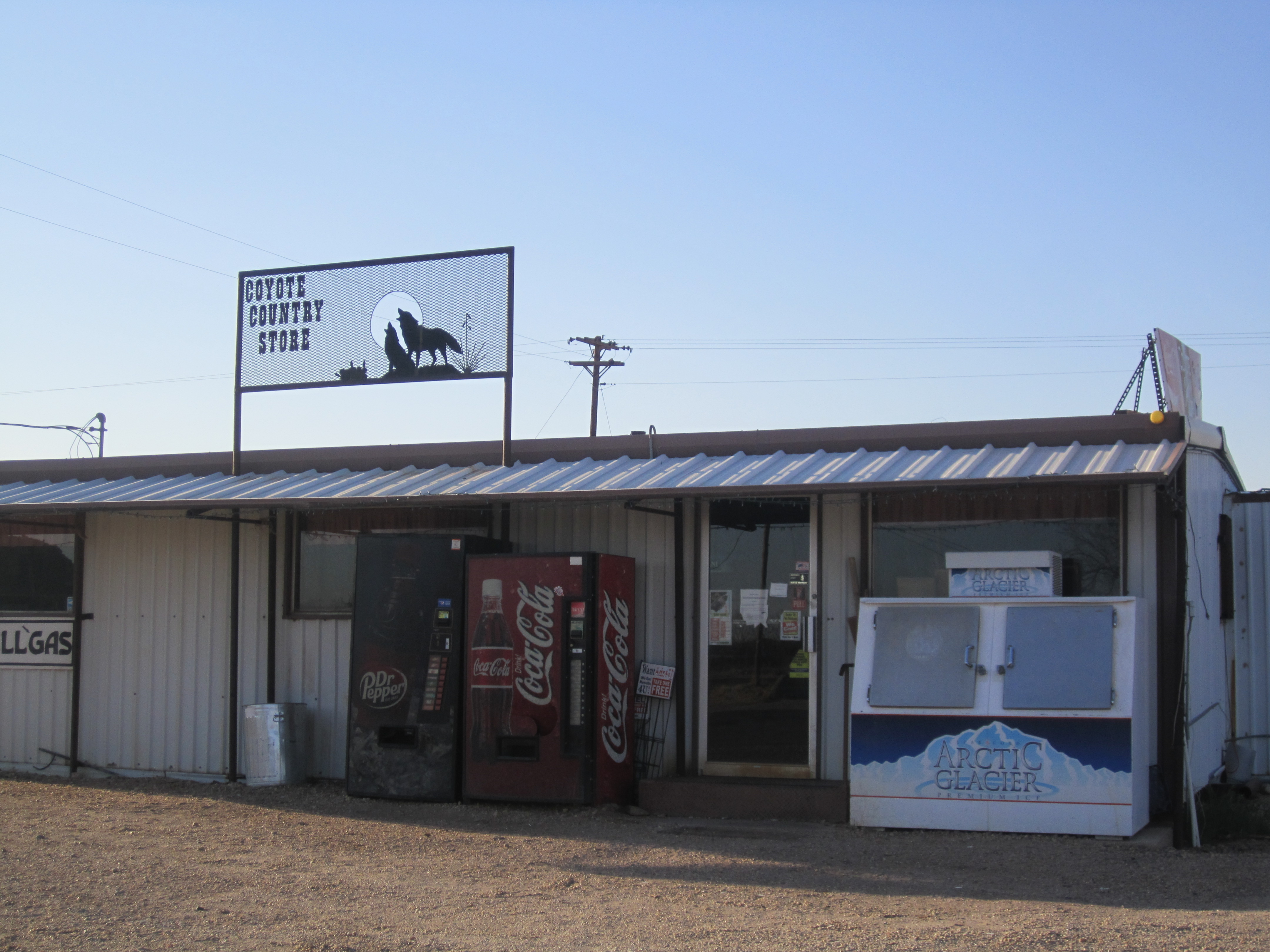
コヨーテ郡ストア、郡庁舎の通り向かいにあり、ボーデン郡では数少ない事業の1つ
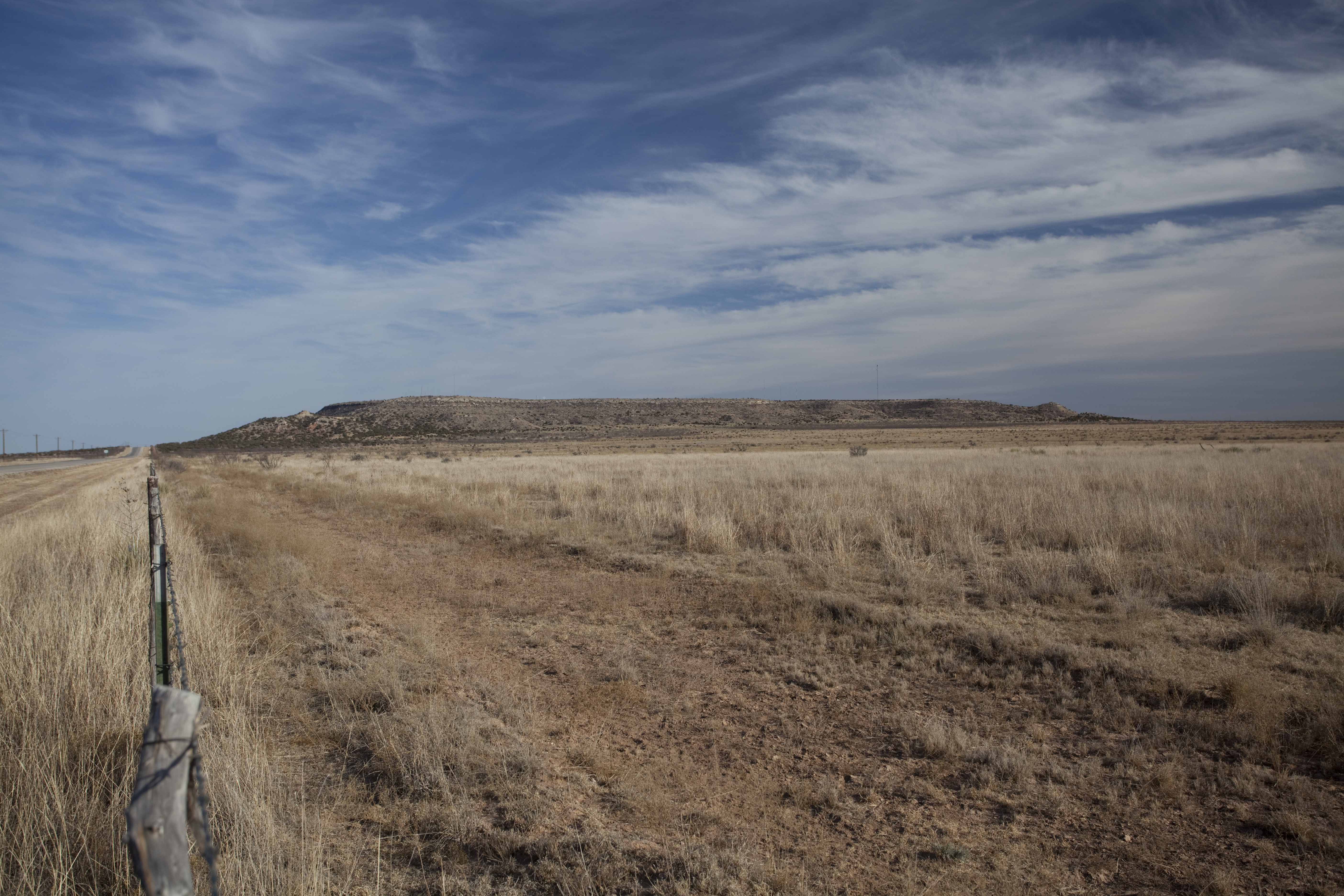
ゲイル山を背景にアメリカ国道180号線

## 人口動態
以下は2000年の国勢調査による人口統計データである。
| 基礎データ - 人口: 729人 - 世帯数: 292 世帯 - 家族数: 216 家族 - 人口密度: 0.31人/km2（0.80人/mi2） - 住居数: 435軒 - 住居密度: 0.19軒/km2（0.48軒/mi2） 人種別人口構成 - 白人: 90.53% - アフリカン・アメリカン: 0.14% - ネイティブ・アメリカン: 0.27% - その他の人種: 6.31% - 混血: 2.74% - ヒスパニック・ラテン系: 11.93% 年齢別人口構成 - 18歳未満: 24.6% - 18-24歳: 6.7% - 25-44歳: 27.4% - 45-64歳: 25.0% - 65歳以上: 16.3% - 年齢の中央値: 40歳 - 性比（女性100人あたり男性の人口） - 総人口: 103.1 - 18歳以上: 108.3 | 世帯と家族（対世帯数） - 18歳未満の子供がいる: 30.1% - 結婚・同居している夫婦: 65.1% - 未婚・離婚・死別女性が世帯主: 6.2% - 非家族世帯: 25.7% - 単身世帯: 22.6% - 65歳以上の老人1人暮らし: 9.2% - 平均構成人数 - 世帯: 2.50人 - 家族: 2.93人 収入と家計 - 収入の中央値 - 世帯: 29,205米ドル - 家族: 36,458米ドル - 性別 - 男性: 25,556米ドル - 女性: 21,607米ドル - 人口1人あたり収入: 18,364米ドル - 貧困線以下 - 対人口: 14.0% - 対家族数: 11.8% - 18歳未満: 14.3% - 65歳以上: 11.6% |

## メディア
ボーデン郡では週刊新聞「ボーデン・スター」1紙があり、学校と郡の記事を掲載している。AMとFMのラジオ各1局が放送されており、ミッドランド市やオデッサ市のラジオやテレビを視聴できる。

## 都市と町
- ゲイル、未編入の町 - 郡庁所在地
- メスキート、ゴーストタウン
- プレーンズ、未編入の町

## 教育
郡内の大半はボーデン郡独立教育学区が管轄している。幼稚園前から12年生までを教えている。ボーデン郡学校は、傑出したグレートスクール評価の10点のうち9点を得たことでは、テキサス州でも数少ない公立学校の1つである。
教師の多くはゲイルの教育委員会が所有する家屋に住んでいる。学校は6人制フットボール、バスケットボール、野球およびテニスを教えている。アシスタントコーチのフェルナンド・バエザはこの学校の卒業生であり、社会科を教えている。